# Kevin Agudelo
Pour les articles homonymes, voir Agudelo.
Kevin Agudelo, né le 14 novembre 1998 à Puerto Caicedo en Colombie, est un footballeur colombien qui évolue au poste de milieu central à Al Nasr SC.

## Biographie

### Débuts en Colombie
Kevin Agudelo commence le football au Bogotá FC, en Colombie.
En janvier 2018 il rejoint l'Atlético Huila. Il fait ses débuts pour son nouveau club le 6 mai 2018 dans le championnat de Colombie face au Boyacá Chicó FC. Son équipe s'incline par un but à zéro ce jour-là.

### Genoa CFC
Le 2 août 2019 est annoncé le transfert de Kevin Agudelo au Genoa CFC, où il rejoint son compatriote Cristián Zapata. Il joue son premier match pour le Genoa le 26 octobre 2019, en championnat face au Brescia Calcio. Ce jour-là il entre en jeu et inscrit également son premier but en égalisant alors que son équipe était menée d'un but. Finalement le Genoa l'emporte par trois buts à un.

### ACF Fiorentina
Le 31 janvier 2020, Kevin Agudelo est prêté à l'ACF Fiorentina jusqu'à la fin de la saison, avec une option d'achat obligatoire au bout d'un certain nombre de matchs. Il ne fait finalement que trois apparitions sous le maillot de la Viola avant de retourner au Genoa à l'issue de son prêt.

### Spezia Calcio
Le 16 septembre 2020 Kevin Agudelo est prêté avec option d'achat au Spezia Calcio, tout juste promu en Serie A.
Le 31 août 2021, Kevin Agudelo est de nouveau prêté au Spezia Calcio, avec option d'achat et pour une saison.

### Al Nasr SC
Le 28 juin 2023, Kevin Agudelo rejoint le Al Nasr SC, club émirati basé à Dubaï.